# Realismus (mezinárodní vztahy)

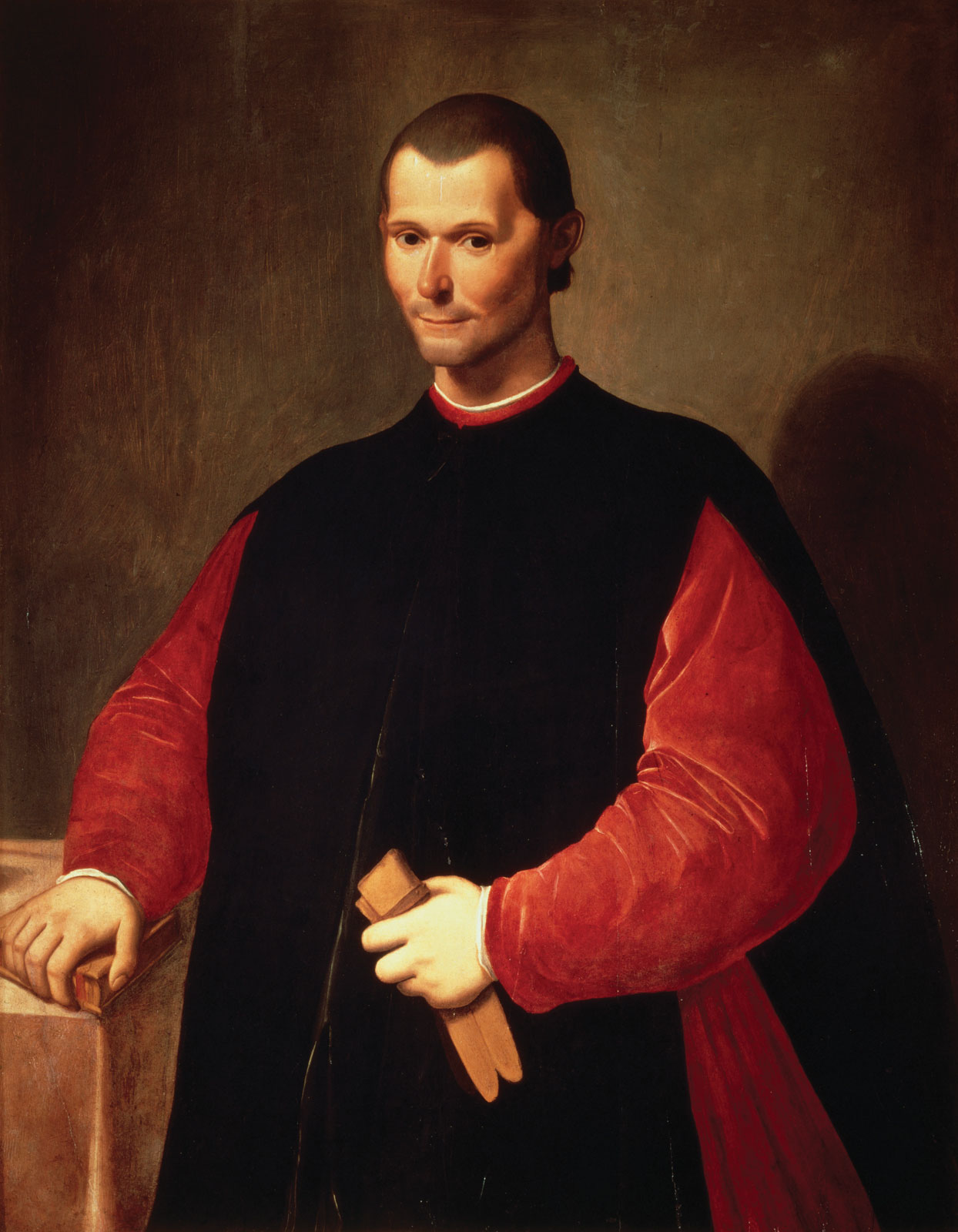
Machiavelliho dílo Vladař je předchůdcem realistického myšlení

Realismus je teorie mezinárodních vztahů, která se zaměřuje na problematiku moci a národních zájmů. Existuje více obměn této teorie, ale všechny vycházejí z teze, že při neexistenci celosvětové vlády, která by hrála roli globálního policisty, se jednotlivé státy v zájmu vlastní obrany budou chovat racionálně. Současné anarchické poměry ve světě je donutí, aby na ochranu vlastní bezpečnosti využívaly všechny silové prostředky, které mají k dispozici. Hlavním z nich je armáda, přičemž realisté očekávají ozbrojené konflikty vyvolané úsilím států posílit svou vojenskou pozici na úkor jiných států. Další součástí moci států je ekonomický potenciál, zásoby surovin a v neposlední řadě kulturní hegemonie. Realismus nabízí i vysvětlení, proč se světu tak dlouho daří vyhýbat opravdu velkému válečnému konfliktu. Za celou studenou válku nenastala přímá ozbrojená konfrontace mezi Spojenými státy a Sovětským svazem proto, protože obě mocnosti věděly, že druhá strana vlastní jaderné zbraně a válka by skončila vzájemnou destrukcí, což by vážně poškodilo i vlastní bezpečnost té či oné strany. Někteří přední realisté jako například Kenneth Waltz, tvrdí, že rozšíření jaderných zbraní na více zemí nemusí být až tak špatná věc, protože pokud je budou mít všechny, nepoužije je ani jedna.
Podle realistů jednotliví političtí vůdci a mezinárodní instituce nejsou až tak důležití, protože stačí, když se podrobněji podíváme na jejich mocenský potenciál a místo v mezinárodním systému. Kritici tohoto názoru však na příkladech Winstona Churchilla (ve srovnání s Nevillem Chamberlainem) a Ronalda Reagana (ve srovnání s Jimmym Carterem) poukazují na rozdíl, jaký ve vztazích Spojeného království, resp. Spojených států způsobila změna vůdce a že mezinárodní instituce opravdu mohou hrát vlivnou roli v mezinárodní politice.